# 규슈 쇼센

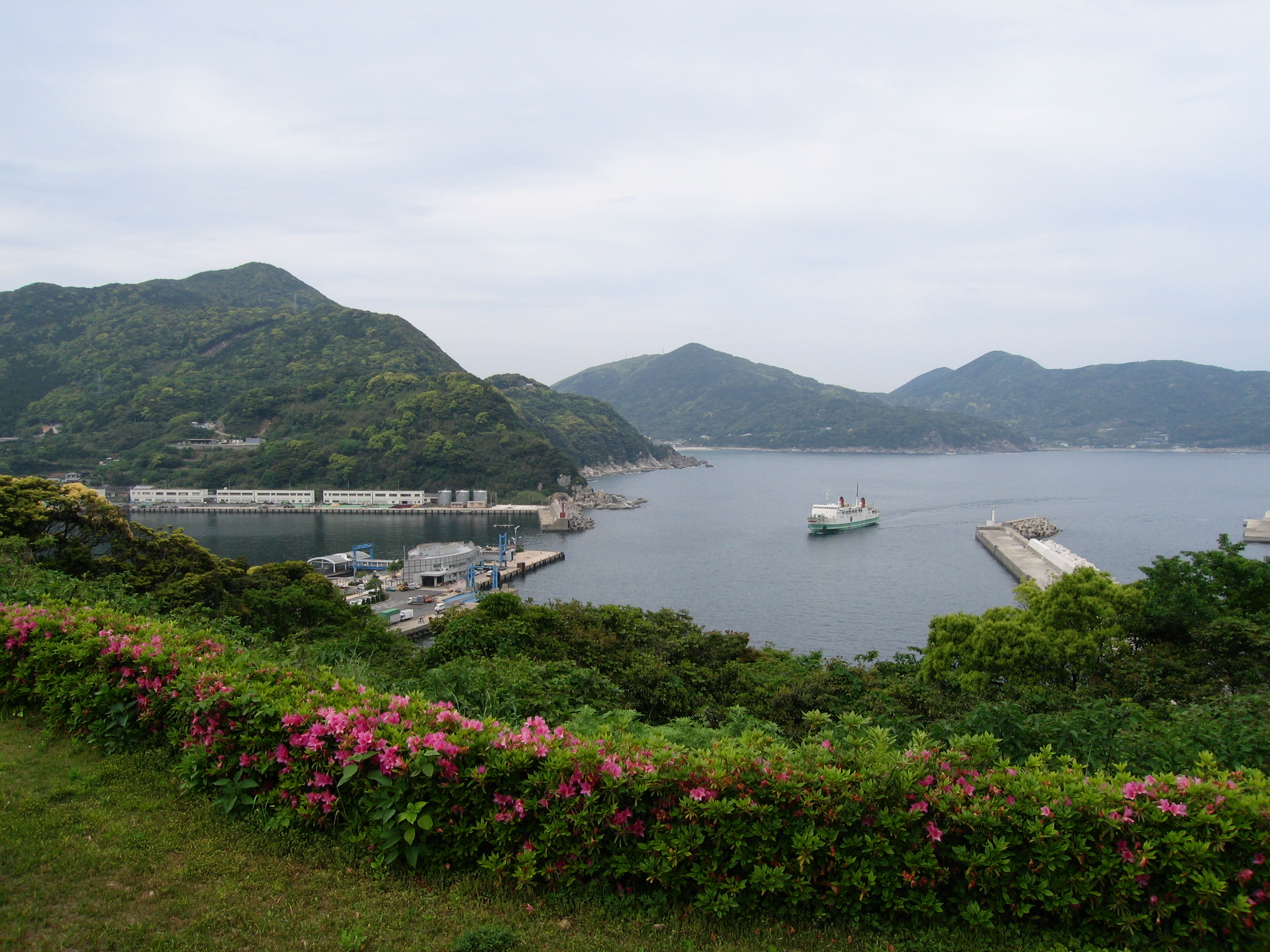
나라오항에 입항중인 페리의 모습.

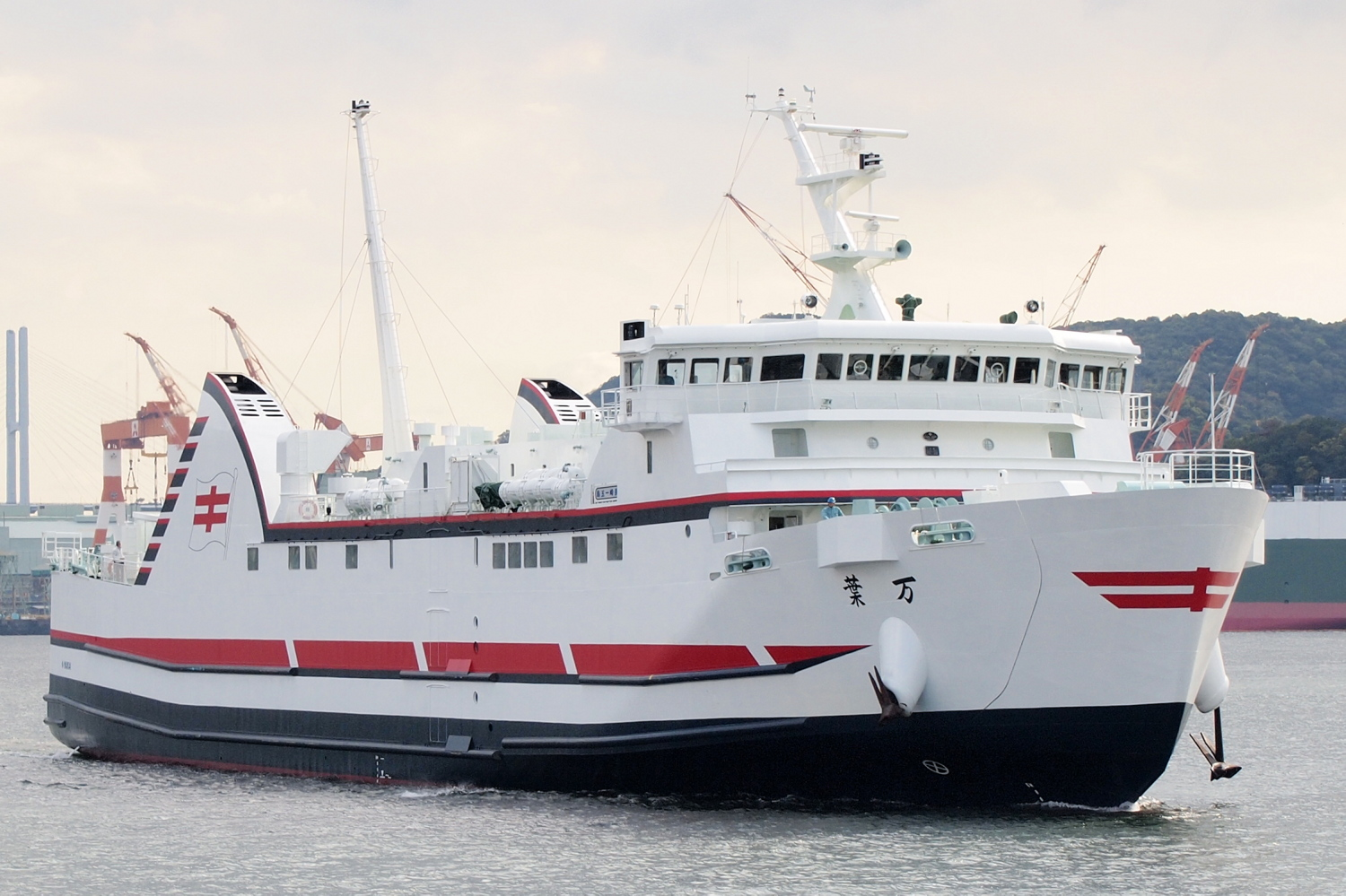
나가사키항에 정박 중인 만요호

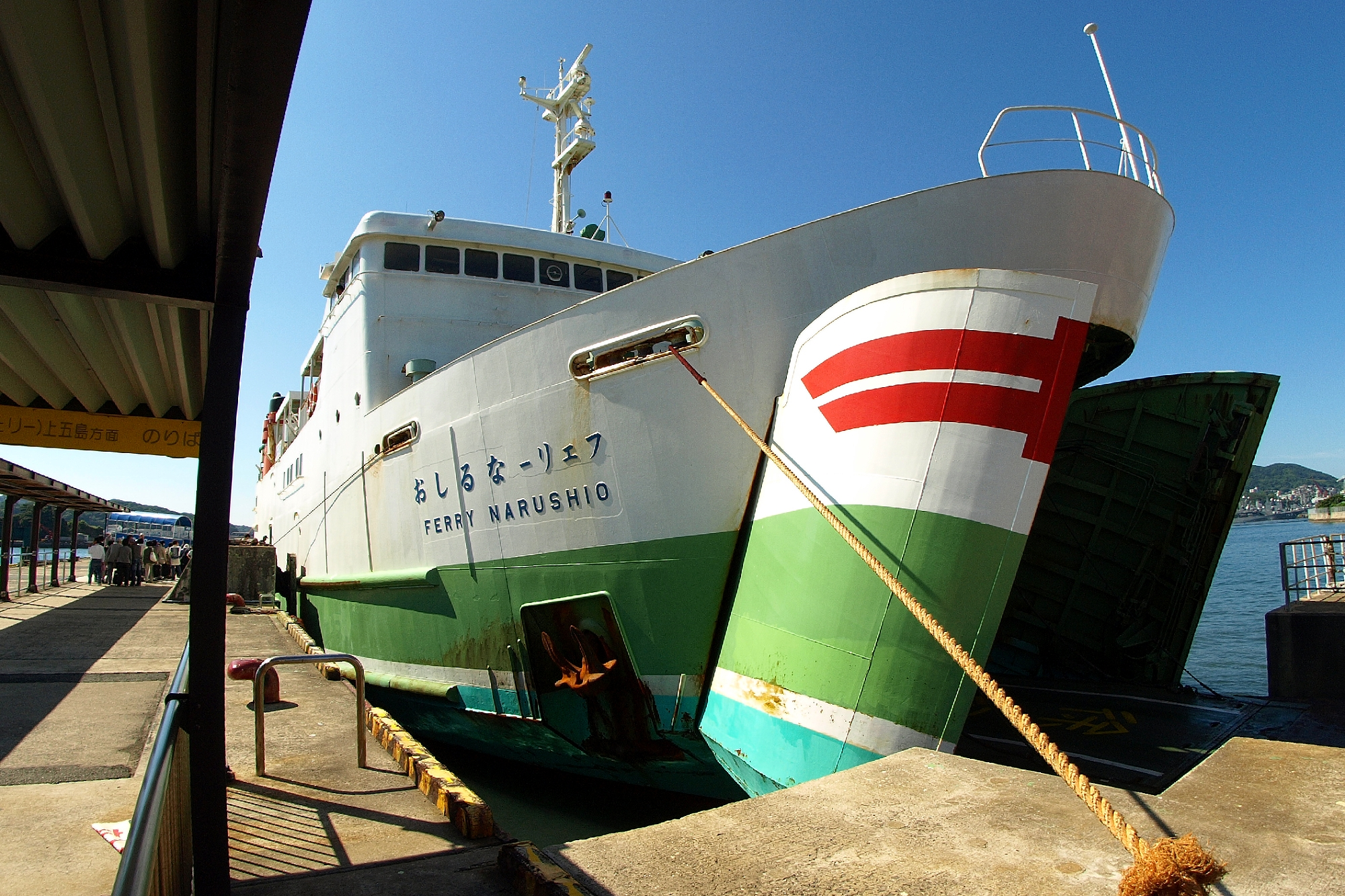
사세보항에 정박하고 있는 페리 나루시오

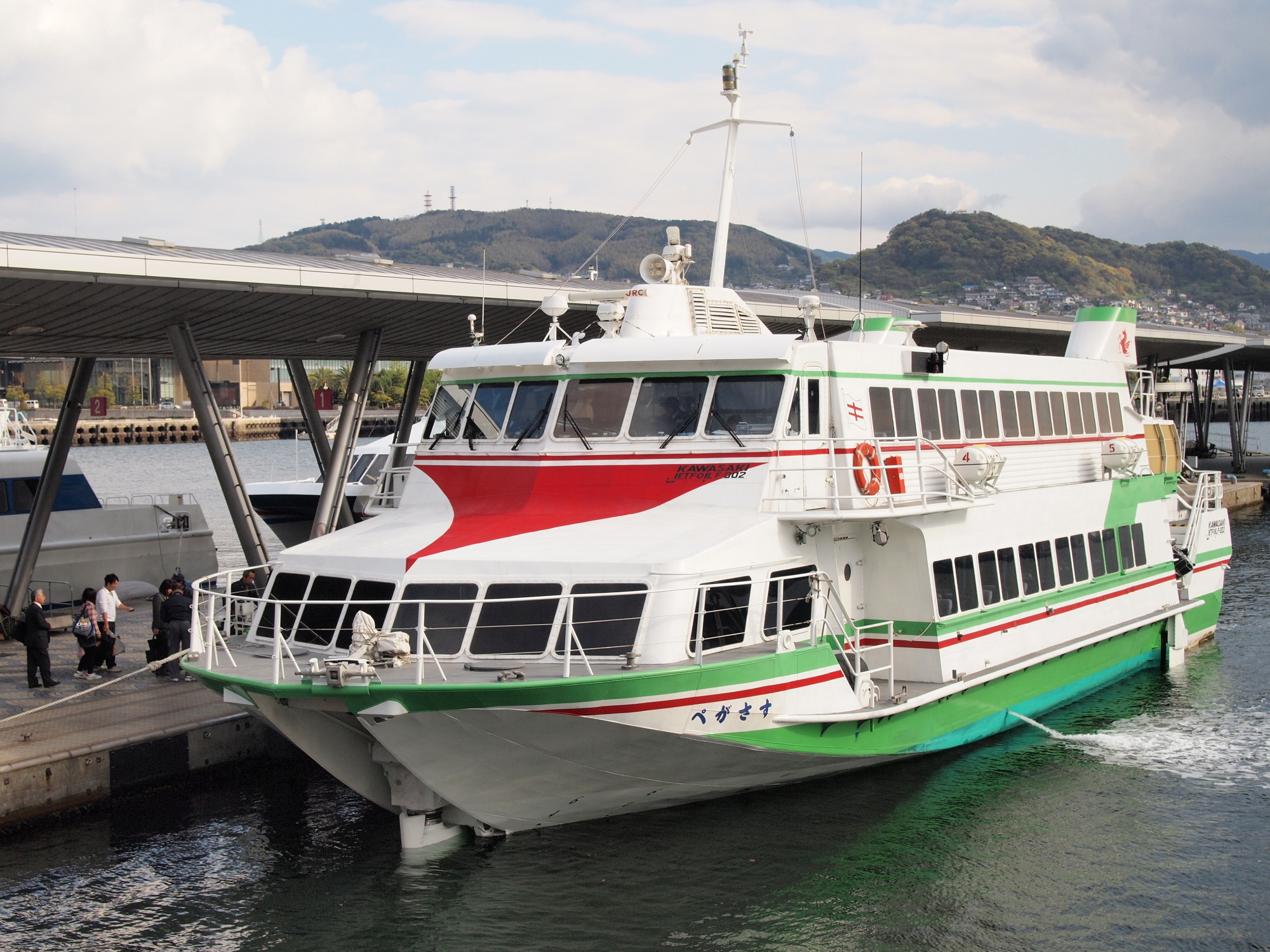
나가사키항에 정박하고 있는 고속선 페가서스

페리 나가사키

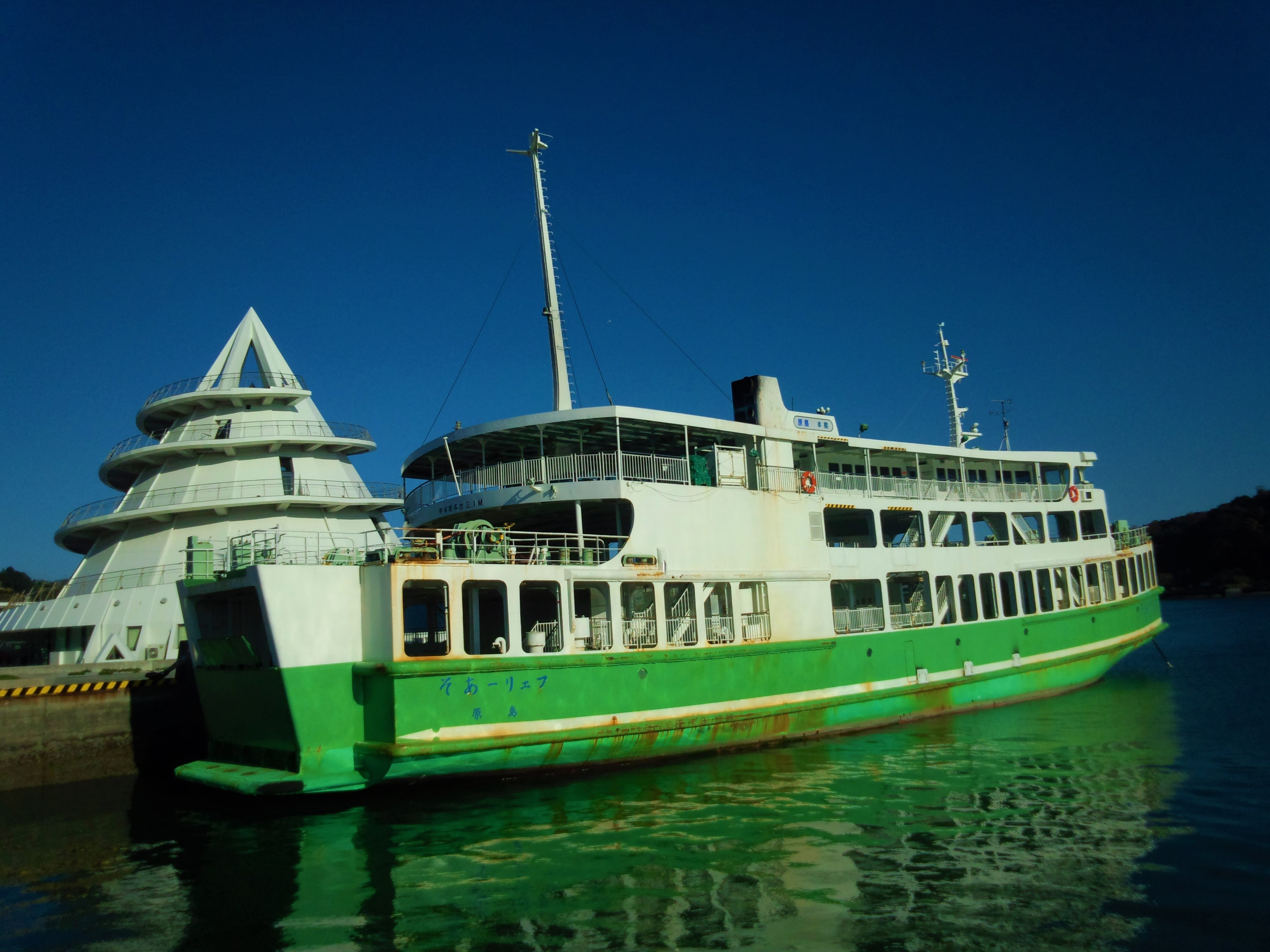
페리 아소 (퇴역한 뒤)

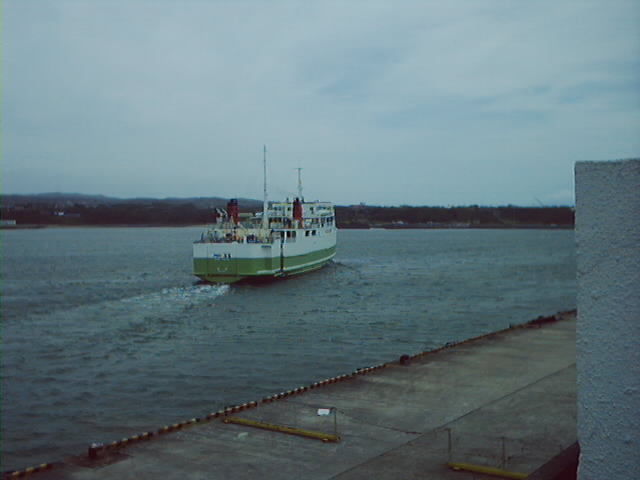
2001년 1월 무렵, 다네가섬의 니시노오모테항에 정박하고 있는 페리 데지마.

규슈 쇼센(九州商船 큐우슈우쇼우센[*])은 나가사키현 나가사키시에 본사를 직속으로 두고 있는 일본의 해운회사이다. 그러나 이 해운회사는 페리 및 고속선를 위주로 운영되고 있다. 이 업체는 1911년에 본래부터 규슈 기센(九州汽船)으로 출발하였으나, 1928년 사명을 지금의 규슈 쇼센(九州商船)으로 상호가 변경, 오늘에 이르고 있다.

## 항로
이 운수사의 항로는 나가사키시, 사세보시와 고토 열도를 오가는 항로를 중심으로 하여, 시마바라만 해역 내부의 항로도 역시 물론 운항하고 있다. 다만 시마바라만 주변 항로는 그룹 내 계열사인 규쇼 페리(九商フェリー)에서 직접적으로 관장받아 운항하게 된다. 그리고 그 중에서 나가사키-고토 열도 항로는 제트포일을 취항하고 있으며, 사세보-가미고토 항로에도 역시 고속선으로 운항하게 된다.
아울러 나가사키항과 니시노오모테항을 서로 오가는 항로도 예전에 존재하였으나, 2004년 12월부로 철수된 바 있다.

### 나가사키 ~ 고토 항로
페리
아래 노선들은 1일 1회씩 운항하고 있다.
- 후쿠에항(일본어판)(고토시) - 나라오항 (신카미고토정) - 나가사키항
- 나가사키항 - 후쿠에항 (고토시) - 나루항 (고토시) - 나라오항 (신카미고토정) - 나가사키항
- 나가사키항 - 나라오항 - 후쿠에항 - 나가사키항
- 나가사키항 - 후쿠에항

※ 상기 항로 중에서 나라오항 - 후쿠에항 구간은 국도 제384호선 (일본)의 해상 구간으로 이루어짐.
다만, 취항선 2척 중 하나가 도크로 진출한 상태에 이르고 있을 경우, 각각 1일 1회 운항하게 된다.
- 후쿠에항 - 나루항 - 나라오항 - 나가사키항
- 나가사키항 - 나라오항 - 후쿠에항 - 나가사키항
- 나가사키항 - 후쿠에항

고속선
1일 3회 이상 왕복으로 운항하게 된다. 단, 도크 다이아 기간은 제외되며, 성수기 등 여객선 수요가 과다한 기간 같은 경우 증편이 허용된다.
- 나가사키항 - 후쿠에항 - 나라오항 - 나가사키항 (일부의 경우 정박할 수 없는 경우도 간혹 있음)

### 나가사키 ~ 아리카와 항로
고속선
- 나가사키항 - 아리카와항 (신카미고토정)[2]

### 사세보 ~ 미나미고토 항로
페리
이하 아래 선편들은 1일 2회 각각 운항한다.
- 사세보항 - 아리카와항 (신카미고토정) - 사세보항
- 사세보항 - 우쿠지마섬 (사세보시) - 오지카섬 (오지카정) - 사세보항[3]

※ 상기 항로 중에서 사세보 - 아리카와 항로는 384번 국도의 해상 구간으로 성립됨.
고속선
이하 아래 선편들은 1일 1회씩 각각 운항하게 됨. 단, 도크 기간 동안에는 원칙적으로 휴항.
- 우쿠지마섬 - 오지카섬 - 아리카와항 - 사세보항
- 사세보항 - 오지카섬 - 우쿠지마섬 - 사세보항
- 사세보항 - 아리카와항 - 사세보항
- 사세보항 - 아리카와항 - 오지카섬 - 우쿠지마섬

### 구마모토 ~ 시마바라 항로
페리
그룹 내의 계열사인 규쇼 페리㈜에서 운항. 다만, 해당 항로는 1일 10회 왕복으로 운항하며, 도크 기간 동안에는 1일 5회 왕복한다.
- 구마모토항(일본어판) - 시마바라항(일본어판)

## 선박
선박은 보유 및 운항중인 선박을 기준으로 한다.

### 페리
나가사키 ~ 고토 항로
- 만요 (万葉) : 2010년 11월 진수, 2011년 3월 준공, 동년 4월 17일 정식 취항. 총 톤수는 1,551톤, 전장 86.5m, 전폭 14.5m, 항해 속력 18노트이다.

여객 정원은 432명, 최대 482명이며 차량 적재수는 트럭(8톤 기준) 18대, 승용차 48대. 나이카이 조선에서 건조.
- 쓰바키 (椿) : 2012년 8월 2일 진수, 동년 12월 1일 취항, 총 1,559톤, 전장 86.5m, 전폭 14.5m, 항해 속력 18노트이다.

여객 정원은 482톤, 차량 적재수는 8톤 트럭 기준 18대 적재 가능, 나이카이 조선에서 직접 건조.
사세보 ~ 가미고토 항로
- 페리 나미지 : 1987년 11월 준공, 총 1,150톤, 전장 75.1m, 전폭 13.8m, 출력 5,600마력, 항해 속력 16.2노트, 여객 정원 495명. 간다 조선소 가와지리 공장에서 건조.
- 이노리 : 2019년 4월 25일 준공, 총 1,387톤, 전장 79.9m, 전폭 14.4m, 출력 5,200마력, 항해 속력 16.0노트, 나이카이조선 세토다 공장에서 건조.

여객 정원은 432명, 차량 적재는 8톤 트럭 17대분만 적재 가능. 다만, 선체의 명칭은 세계유산인 나가사키와 아마쿠사 지방의 잠복 기리시탄 관련 유산에 있는 이름이 따로 명명되어 있던 것으로 드러난다.
구마모토 ~ 시마바라 항로
- 페리 구마모토 : 1996년 7월 준공, 총 848톤, 전장 56.5m, 전폭 13.5m, 출력 3,400마력, 항해 속력 14노트, 여객 정원 600명, 간다 조선소 가와지리 공장에서 건조.
- 레인보우 가모메 : 2018년 8월 24일 진수, 동년 11월 29일 준공, 동년 12월 22일 취항. 총 850톤, 전장 60.5m, 전폭 13.5m, 여객 정원 485명/좌석 정원 296명, 차량 적재수는 대형 버스 11대 또는 승용차 34대. 편의 사항으로는 배리어 프리 전용 좌석 및 엘리베이터 등이 설비되어 있음. 미우라 조선소에서 건조.

### 고속선
나가사키 ~ 고토 항로
2척 모두 보잉 929(제트포일)이다. 그러나 외관상의 특색을 볼 때, 색칠이 각기마다 다름.
- 페가사스 : 1990년 준공 및 취항. 총 163톤, 전장 30.3m, 전폭 8.5m, 출력 7,600마력, 항해 속력 43노트, 여객 정원 264명. 가와사키 중공업 고베공장에서 건조.
- 페가사스2 : 1990년 준공 및 취항. 사양은 대체적으로 볼 때 페가사스와 동일하고 있다. 다만, 여객 정원만 233명.  역시 가와사키 중공업 고베공장에서 건조.

사세보 ~ 미나미고토 항로
- 시 퀸 : 2010년 준공. 총 115톤, 전장 30.5m, 전폭 6.3m, 출력 7,600마력, 항해 속력 30노트, 여객 정원 140명. 세토우치 크래프트(일본어판)에서 건조.

나가사키 ~ 아리카와 항로
- 시 프린세스 : 2016년 준공. 총 123톤, 전장 34m, 여객 정원 140명. 세토우치 크래프트에서 건조.

## 같이 보기
- 고시키시마 쇼센(일본어판)